# Kladníky
Kladníky (deutsch Kladnik) ist eine Gemeinde in Tschechien. Sie liegt sechs Kilometer südlich von Lipník nad Bečvou und gehört zum Okres Přerov.

## Geographie
Kladníky befindet sich südwestlich des Maleníkwaldes in der Podbeskydská pahorkatina (Vorbeskidenhügelland). Das Dorf erstreckt sich im Tal der Šišemka, die hier auch Lhotský potok genannt wird. Nördlich erhebt sich die Hana (357 m) und im Südosten der Dubanec (310 m). Gegen Südwesten bildet die Šišemka das bewaldete Tal Kunkov. Ebenfalls südwestlich liegt die Wüstung Olbramice.
Nachbarorte sind Podhůra, Závodí, Lipník nad Bečvou und Týn nad Bečvou im Norden, Lhota im Nordosten, Vidláč und Radotín im Osten, Símře und Oprostovice im Südosten, Bezuchov im Süden, Šišma, Pavlovice u Přerova und Prusínky im Südwesten, Sušice und Kudlov im Westen sowie Větřák, Hlinsko und Nové Dvory im Nordwesten.

## Geschichte
Die erste schriftliche Erwähnung des Ortes erfolgte am 4. Juni 1372 in der Landtafel. Daraus geht hervor, dass Markgraf Johann Heinrich im Jahr zuvor das heimgefallene Gut Kladnik mit der Feste und dem zugehörigen Wald als Erblehn seinen Dienern Oldřich, Damián und Štěpán geschenkt hatte. Die drei Brüder nannten sich fortan von Kladnik. Ab 1373 wurde das Dorf Cladnyck genannt. Markgraf Jobst überließ Cladnycz 1406 als erblichen Besitz an Myslibor genannt Rys von Kladník. Dieser verkaufte die Feste und den Allodialhof umgehend an Václav von Příkazy, der es seiner Frau Kateřina von Soběchleby als Morgengabe überschrieb. 1416 wurde Bavor von Prusy und Kladnik intabuliert und 1437 überschrieb Martin von Prusy Kladníky in der Landtafel an den Hauptmann der Königsstadt Brod, Jan Bradka von Kochov und Kladníky. 1447 wurde der Ort als Kladniky bezeichnet. Ab 1480 besaßen die Eheleute Žofka von Hrušová und Valentin von Leznice das Gut; 1504 wurden Kateřina, Eliška und Kuna von Leznice sowie Hynko von Widbach auf Pavlovice als Besitzer von Kladníky und Olbramice eingetragen. Olbramice wurde 1519 als wüst bezeichnet. 1528 erwarb Bernhard von Zierotin Kladníky und schlug das Gut seiner Herrschaft Dřevohostice zu. Zu den nachfolgenden Besitzern gehörten nach 1559 Bartholomäus Waneczky von Gemniczky (Vanecký z Jemničky), ab 1587 Wenzel Mol von Modřelitz und nach ihm Karl der Ältere von Zerotein. Dieser verkaufte 1617 die Herrschaft mit den zugehörigen Dörfern Turovice, Nahošovice, Hradčany, Šišma, Pavlovice, Prusínky, Kladníky, Bezuchov, Oprostovice, Žákovice, Mrlínek, Sovadina, Lhota, Radkovy, Lipová und Křtomil für 95.000 mährische Gulden an Jan Skrbenský von Hříště. Wegen seiner Beteiligung am Ständeaufstand 1618 verlor dieser nach der Schlacht am Weißen Berg seine Güter. Die Herrschaft Dřevohostice wurde an Zdeněk Vojtěch Popel von Lobkowicz verkauft. Seit 1623 wurden die Matriken in Lipník geführt. Zdeněks Sohn Wenzel Eusebius von Lobkowicz veräußerte im Jahre 1635 die Dörfer Šišma, Kladníky, Bezuchov, Oprostovice, Žákovice, Mrlínek, Sovadina, Radkova Lhota, Radkovy, Lipová und Křtomil an den Besitzer der Herrschaft Bystřice pod Hostýnem, Johann Anton von Rottal. 1654 wurde Kladníky nach Hlinsko eingepfarrt und auch die Bestattungen, die bis dahin auf dem Dorfanger erfolgten, wurden nun auf dem Friedhof von Hlinsko vorgenommen. Im Jahre 1794 hatte Kladníky 156 Einwohner. Bis zur Mitte des 19. Jahrhunderts blieb das Dorf nach Bystřice untertänig.
Nach der Aufhebung der Patrimonialherrschaften bildete Kladník/Kladnik ab 1850 eine Gemeinde in der Bezirkshauptmannschaft Holleschau. 1879 wurde die Gemeinde dem Bezirk Mährisch Weißkirchen zugeordnet, seit dieser Zeit wird auch der Ortsname Kladníky verwendet. 1895 verkaufte Ernst von Laudon auf Bystřice den Hof Vidláč an Alois Löbl und Heinrich Götzlinger, diese veräußerten ihn 1907 an Rajmund und Jaroslav Kokor. 1898 entstand auf Initiative von Alfred Skene auf Pawlowitz die Straße von Lhota nach Pavlovice und zwei Jahre danach die Bezirksstraße nach Hlinsko. 1913 folgte der Bau der Straße nach Šišma. Kladníky hatte im Jahre 1900 251 Einwohner; 1921 waren es 259 und 1930 254. 1947 wurde der Hof Vidláč aufgeteilt und an die Gemeinde und Einwohner verkauft. 1950 lebten in dem Dorf 216 Menschen. Im Jahre 1960 wurde die Gemeinde dem Okres Přerov zugeordnet. 1976 wurde Kladníky dem Örtlichen Nationalausschuss (MNV) Soběchleby angeschlossen und 1983 gänzlich nach Soběchleby eingemeindet. Seit 1990 bildet Kladníky wieder eine eigene Gemeinde.

## Gemeindegliederung
Für die Gemeinde Kladníky sind keine Ortsteile ausgewiesen. Zu Kladníky gehören die Einöde Větřák und der Hof Vidláč.

## Sehenswürdigkeiten
- Hölzerne Windmühle aus dem Jahre 1829. Die Windkraftanlage des Technischen Denkmals wurde 1983 ausgebaut und wird seitdem in der Mlýnská dolina im walachischen Freilichtmuseum Rožnov pod Radhoštěm betrieben. Das in Větřák verbliebene Skelett der Mühle wurde 1990 an einen Nachkommen des früheren Müllers rückübertragen, der es dem totalen Verfall überließ.
- Kapelle Mariä Heimsuchung, erbaut 1924 anstelle eines Glockenturmes aus dem Jahre 1848. Sie wurde am 13. September 1925 geweiht.
- Statuen des hl. Ziehvaters Josef und des hl. Antonius von Padua vor der Kapelle
- Statue der Jungfrau Maria vom Svatý Hostýn, am Straßenkreuz bei Větřák
- Christus-Statue, am Ortsausgang nach Hlinsko
- Statue des hl. Johannes von Nepomuk, am Ortsausgang nach Lhota
- Holzkreuz mit bemaltem Corpus Christi, am Ortsausgang nach Bezichov
- Tal Kunkov